# Live File System
Live File System (LFS) — поняття, що використовується в операційній системі Windows (Vista і вище) для запису оптичних дисків, відформатованих у файлову систему UDF. На компакт-диск, що використовує цей формат, можна записувати файли в будь-який момент, а також видаляти вже записані файли, з вивільненням місця (якщо диск перезаписуваний).

## Проблеми сумісності
У більш старих операційних системах[яких?] необхідно встановити сторонній драйвер для підтримки пізніх версій UDF. Для сумісності з Windows XP необхідно використовувати систему UDF версії не вище 2.01.